# Ve y reclama el continente
Ve y reclama el continente (反攻大陸去 en chino) es una canción patriótica anticomunista taiwanesa creada por el gobierno de la República de China para promover la reunificación china tras la expulsión del Partido Comunista de China y la eliminación del régimen de la República Popular China. Fue compuesta por Li Zhonghe (李 中 和) y la letra fue escrita por Jing Shu (精 舒).

## Historia

### Canciones patrióticas
La canción fue escrita durante el gobierno de Chiang Kai-shek convertida en una dictadura que por su derrota en la guerra civil china el país que lideraba, la República de China, fue empujada hasta la isla de Taiwán y otras islas menores. Chiang aspiraba reconquistar la China continental en una especie de guerra fantástica contra el comunismo. La canción, junto a otras 314, forman parte de las llamadas "canciones patrióticas" que se caracterizaban por su fuerte nacionalismo chino, apología a la reunificación con el continente, los Tres Principios del Pueblo, fuerte rusofobia, antisovietismo, justificación a la persecución de sus opositores que ponen en peligro la «revolución nacionalista» y el nombramiento de lugares geográficos chinos con fuerte connotación en la cultura del país.

### Uso
Durante la dictadura de Chiang, «Ve y reclama el continente» fue promovida como propaganda y culto a la personalidad, cayó en desuso con la caída del régimen, la canción recibe la calificación de «fascista» en la actualidad por posiciones favorables a la República Popular China.